# Lew Fields

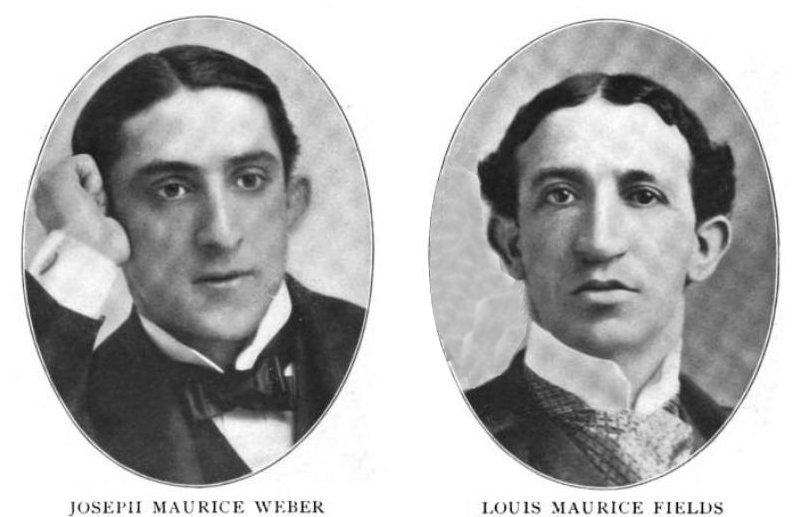
Joe Weber y Lew Fields hacia 1899

Lew Fields (1 de enero de 1867-20 de julio de 1941) fue un actor, humorista, estrella de vodevil, y director y productor teatral de nacionalidad estadounidense.

## Biografía
Nacido en la ciudad de Nueva York, su verdadero nombre era Moses Schoenfeld. Fue famoso por formar junto a Joe Weber, el dúo cómico Weber and Fields. Fields y Weber iniciaron su relación siendo todavía niños, llegando ambos a actuar juntos en locales de Bowery, así como en museos y circos neoyorquinos. Representaban un "número holandés", en el cual interpretaban a inmigrantes alemanes. En la época eran comunes los "números dialécticos" (alemanes, irlandeses, judíos, blackface e inglés afroamericano), y la pareja utilizó humor de tipo slapstick con un lenguaje inglés incoherente. Los personajes que utilizaban en sus representaciones eran "Mike and Meyer", que vestían y se comportaban de acuerdo a los estereotipos existentes en aquellos años.
Ambos hicieron numerosas giras de éxito a lo largo de muchos años, llegando a ser unos de los artistas de vodevil más conocidos del momento. En 1895 inauguraron el Weber and Fields Broadway Music Hall, en el que produjeron diferentes shows de carácter burlesque. En los repartos de sus espectáculos trabajaron algunos de los más importantes artistas del teatro estadounidense de la época, entre ellos Lillian Russell, Fay Templeton, Charles J. Ross, DeWolf Hopper, David Warfield, Peter F. Daily, Mabel Fenton, Marie Dressler, William Collier, Sr. y Sam Bernard. Algunos de sus números de mayor fama fueron Pousse Cafe, Hurly Burly, Whirl-I-Gig, Fiddle-Dee-Dee, Hoity-Toity, Twirly Whirly, y Whoop-de-Doo.
La pareja se separó en 1904, y Fields se dedicó a la producción de espectáculos musicales. Cuando Fields protagonizó en 1911 la comedia The Hen-Pecks, uno de los actores de reparto fue Vernon Castle, que llegó a ser un famoso bailarín de salón de baile. En 1921, Fred Allen y Nora Bayes hicieron una gira con Fields. Durante la misma la orquesta fue dirigida por Richard Rodgers, que entonces tenía 19 años.

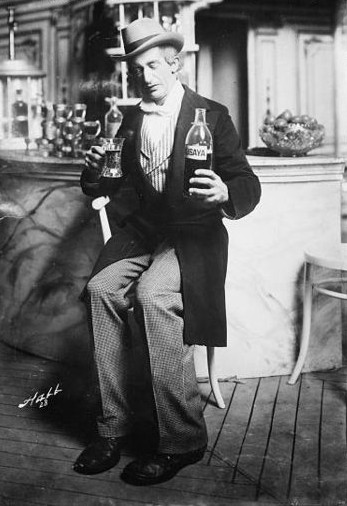
Lew Fields en The Girl Behind the Counter, una farsa musical (1907-08).

En 1923, Weber y Fields se juntaron de nuevo para participar en un corto rodado por el sistema sonoro de Lee DeForest, Phonofilm, en el cual recrearon su famoso número del billar. Este film se estrenó en el Teatro Rivoli de Nueva York el 15 de abril de 1923. Tres años más tarde formaron parte del equipo que acompañó a Will Rogers y Mary Garden en su debut en la NBC Radio Network el 15 de noviembre de 1926. En 1931 tuvieron un programa propio en la misma cadena.
Weber y Fields también colaboraron el 27 de diciembre de 1932 en el show inaugural en el Radio City Music Hall, siendo esta la última ocasión en la cual actuaron juntos, aparte de un cameo con su número del casino en la película de 1940 Lillian Russell. En el film de RKO Pictures The Story of Vernon and Irene Castle (1939), Fields actuó como él mismo, versionando una escena de tipo slapstick de la comedia The Hen-Pecks.  
Lew Fields falleció en Beverly Hills, California, en 1941. Fue enterrado en el Cementerio y Mausoleo Ferncliff, en Hartsdale. Fue el padre de Dorothy Fields, Herbert Fields y Joseph Fields, todos los cuales desarrollaron la carrera teatral.